# Lista planetelor minore: 101001–102000
| Nume                                                | Denumire provizorie                                 | Data descoperirii                                   | Locul descoperirii                                  | Descoperitor(i)                                     |                                                     |                                                     |                                                     |                                                     |                                                     |                                                     |                                                     |                                                     |                                                     |                                                     |                                                     |                                                     |                                                     |                                                     |                                                     |                                                     |                                                     |                                                     |                                                     |                                                     |                                                     |                                                     |                                                     |                                                     |                                                     |                                                     |                                                     |                                                     |                                                     |                                                     |                                                     |                                                     |                                                     |                                                     |                                                     |                                                     |                                                     |                                                     |                                                     |                                                     |                                                     |                                                     |                                                     |                                                     |                                                     |
| 101001–101100 Lista planetelor minore/101001–101100 | 101001–101100 Lista planetelor minore/101001–101100 | 101001–101100 Lista planetelor minore/101001–101100 | 101001–101100 Lista planetelor minore/101001–101100 | 101001–101100 Lista planetelor minore/101001–101100 | 101101–101200 Lista planetelor minore/101101–101200 | 101101–101200 Lista planetelor minore/101101–101200 | 101101–101200 Lista planetelor minore/101101–101200 | 101101–101200 Lista planetelor minore/101101–101200 | 101101–101200 Lista planetelor minore/101101–101200 | 101201–101300 Lista planetelor minore/101201–101300 | 101201–101300 Lista planetelor minore/101201–101300 | 101201–101300 Lista planetelor minore/101201–101300 | 101201–101300 Lista planetelor minore/101201–101300 | 101201–101300 Lista planetelor minore/101201–101300 | 101301–101400 Lista planetelor minore/101301–101400 | 101301–101400 Lista planetelor minore/101301–101400 | 101301–101400 Lista planetelor minore/101301–101400 | 101301–101400 Lista planetelor minore/101301–101400 | 101301–101400 Lista planetelor minore/101301–101400 | 101401–101500 Lista planetelor minore/101401–101500 | 101401–101500 Lista planetelor minore/101401–101500 | 101401–101500 Lista planetelor minore/101401–101500 | 101401–101500 Lista planetelor minore/101401–101500 | 101401–101500 Lista planetelor minore/101401–101500 | 101501–101600 Lista planetelor minore/101501–101600 | 101501–101600 Lista planetelor minore/101501–101600 | 101501–101600 Lista planetelor minore/101501–101600 | 101501–101600 Lista planetelor minore/101501–101600 | 101501–101600 Lista planetelor minore/101501–101600 | 101601–101700 Lista planetelor minore/101601–101700 | 101601–101700 Lista planetelor minore/101601–101700 | 101601–101700 Lista planetelor minore/101601–101700 | 101601–101700 Lista planetelor minore/101601–101700 | 101601–101700 Lista planetelor minore/101601–101700 | 101701–101800 Lista planetelor minore/101701–101800 | 101701–101800 Lista planetelor minore/101701–101800 | 101701–101800 Lista planetelor minore/101701–101800 | 101701–101800 Lista planetelor minore/101701–101800 | 101701–101800 Lista planetelor minore/101701–101800 | 101801–101900 Lista planetelor minore/101801–101900 | 101801–101900 Lista planetelor minore/101801–101900 | 101801–101900 Lista planetelor minore/101801–101900 | 101801–101900 Lista planetelor minore/101801–101900 | 101801–101900 Lista planetelor minore/101801–101900 | 101901–102000 Lista planetelor minore/101901–102000 | 101901–102000 Lista planetelor minore/101901–102000 | 101901–102000 Lista planetelor minore/101901–102000 | 101901–102000 Lista planetelor minore/101901–102000 | 101901–102000 Lista planetelor minore/101901–102000 |
| --------------------------------------------------- | --------------------------------------------------- | --------------------------------------------------- | --------------------------------------------------- | --------------------------------------------------- | --------------------------------------------------- | --------------------------------------------------- | --------------------------------------------------- | --------------------------------------------------- | --------------------------------------------------- | --------------------------------------------------- | --------------------------------------------------- | --------------------------------------------------- | --------------------------------------------------- | --------------------------------------------------- | --------------------------------------------------- | --------------------------------------------------- | --------------------------------------------------- | --------------------------------------------------- | --------------------------------------------------- | --------------------------------------------------- | --------------------------------------------------- | --------------------------------------------------- | --------------------------------------------------- | --------------------------------------------------- | --------------------------------------------------- | --------------------------------------------------- | --------------------------------------------------- | --------------------------------------------------- | --------------------------------------------------- | --------------------------------------------------- | --------------------------------------------------- | --------------------------------------------------- | --------------------------------------------------- | --------------------------------------------------- | --------------------------------------------------- | --------------------------------------------------- | --------------------------------------------------- | --------------------------------------------------- | --------------------------------------------------- | --------------------------------------------------- | --------------------------------------------------- | --------------------------------------------------- | --------------------------------------------------- | --------------------------------------------------- | --------------------------------------------------- | --------------------------------------------------- | --------------------------------------------------- | --------------------------------------------------- | --------------------------------------------------- |

| Predecesor: 100001–101000 | Lista planetelor minore 101001–102000 Semnificații ale numelor: 101001–102000 | Succesor: 102001–103000 |